# Storsjön
 For alternative betydninger, se Storsjön (flertydig). (Se også artikler, som begynder med Storsjön)
Storsjön er en svensk sø i det centrale Jämtland, med et areal på 464 km² og en største dybde på 74 meter. Den ligger i Indalsälvens vandsystem og er Sveriges femtestørste sø. Søens normalvandstand er 292 meter over havets overflade og varierer 2,75 meter jævnfør en såkaldt vanddom fra 1947, der bestemmer hvor meget vand der må løbe til og fra en sø i forbindelse med vandkraft. Afvandingsarealet er 12.064 km² og omfatter store dele af Jämtlands fjeldområde fra Sösjöfjällen i nord til Sylarna i syd. En del vand kommer også fra Norge. I gennemsnit løber der i sekundet 246 kubikmeter vand ud i søen.
I Storsjön ligger øerne Frösön, Norderön, Isön, Andersön, Verkön og Åsön. Ved det østlige sund mellem øen Frösön og fastlandet, ligger byen Östersund. 
Det omgivende land, Storsjöbygden, er et tætbefolket og frugtbart landbrugsområde med kalkrige jorde. Mere end halvdelen af Jämtlands befolkning bor omkring Storsjön. 
Ifølge sagnet er der et stort dyr i søen, Storsjöodjuret. 

## Billeder
- Storsjön set fra Orrviken
- Storsjöodjuret, Storsjön og Östersund i baggrunden
- Solnedgang

- Wikimedia Commons har flere filer relateret til Storsjön

63°13′N 14°19′Ø / 63.217°N 14.317°Ø